# شرکت میسیز

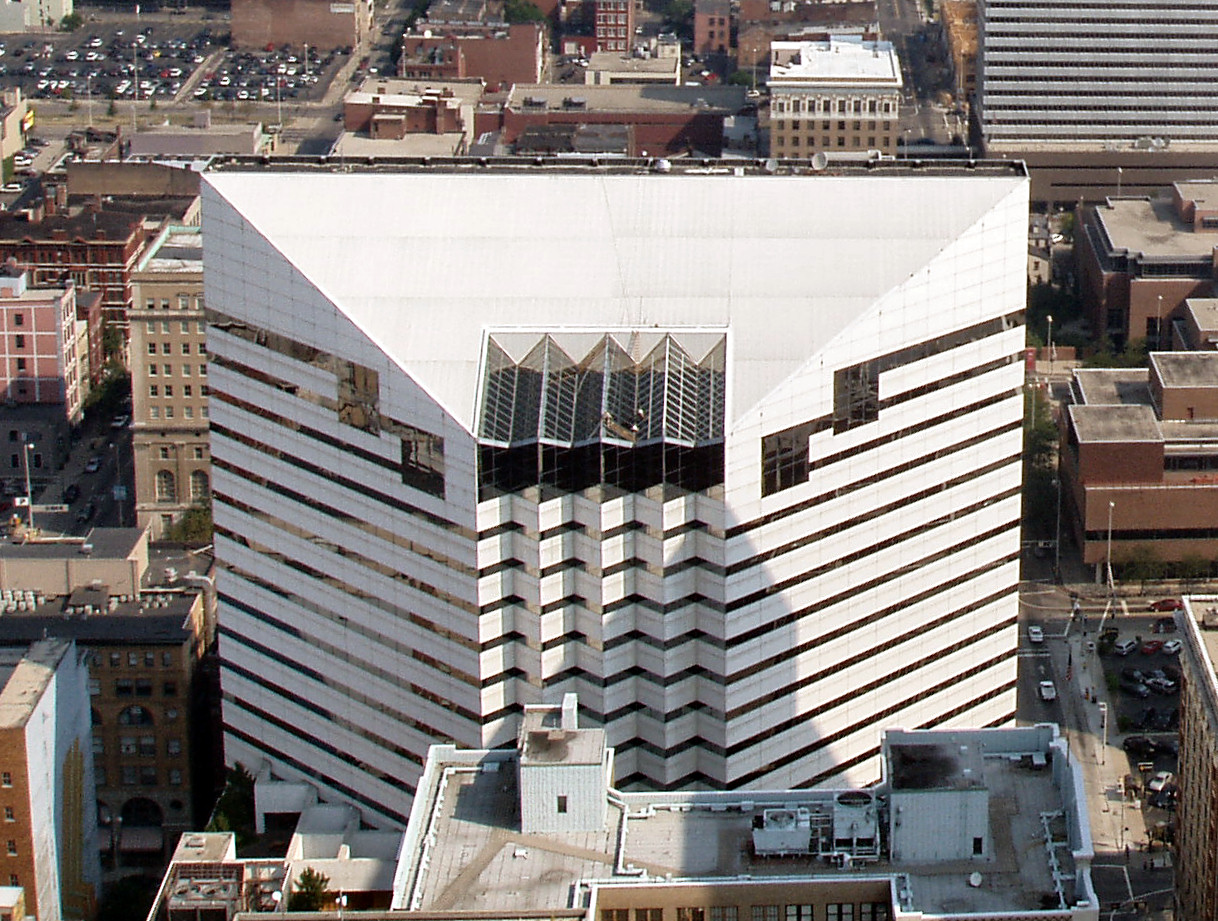
ساختمان اداری مرکزی گروه میسیز در سینسینتی

شرکت میسیز (به انگلیسی: Macy's, Inc.) گروه فروشگاه‌های زنجیره‌ای آمریکایی و چندملیتی است، که در حال حاضر به‌عنوان بزرگترین فروشنده لباس و لوازم مرتبط با صنعت مد، در جهان شناخته می‌شود. این شرکت در سال ۲۰۱۰ با درآمدی معادل ۲۵ میلیارد دلار، در رتبه ۳۶ از بزرگترین شرکت‌های خرده‌فروشی جهان قرار گرفت.
ریشه‌های تأسیس این شرکت به سال ۱۸۵۸ بازمی‌گردد، که رولند هوسی میسی اقدام به راه‌اندازی فروشگاه‌های میسیز نمود. این شرکت در سال ۱۹۲۹ شرکت‌های آبراهام اند استراوس، لازاروس و فیلنیز را خریداری کرد. سپس در ۱۹۴۷ فولیز، در ۱۹۴۸ بلومینگدیلز، در ۱۹۵۶ باردینز، ۱۹۵۹ گولداسمیتز، در ۱۹۷۶ ریشز، در ۱۹۸۸ جوردن مارش و استرنز، در ۱۹۹۲ بون مارشه، در ۱۹۹۵ بولاکس و در نهایت در سال ۲۰۰۵ تحت مدیریت تری جی. لاندگرن شرکت‌های لرد اند تیلور، فیموس-بار، جونز استور، هکز، استرابریجز، کاوفمنز، مارشال فیدز، رابینسونز-می، میر اند فرانک و ال.اس. ایریس را خریداری و ادغام نمود.
لاندگرن شرکت میسیز را به دو بخش بزرگ تقسیم کرد و تمامی نام‌های تجاری و شعبه‌های آن‌ها را در قالب نام تجاری میسیز یکپارچه کرد و تنها شعبه‌های بلومینگدیلز را با فرمت پیشین حفظ نمود. در ماه ژانویه ۲۰۱۳، تعداد شعبه‌ها و فروشگاه‌های گروه میسیز در ایالات متحده ۸۵۰ فروشگاه اعلام شد.
شعبه مرکزی گروه میسیز در سینسینتی، اوهایو قرار دارد. این گروه همچنین دارای بیش از ۳۰۰ کیوسک و مرکز فروش لوازم الکترونیکی می‌باشد. بزرگترین رقیب‌های تجاری گروه میسیز عبارتند از: جی. سی. پنی، نیمان مارکوس، لرد اند تیلور، نورداستروم، دیلاردز، بلک و بن-تون.